# Deronectes palaestinensis
Deronectes palaestinensis är en skalbaggsart som beskrevs av Hans Fery och Hosseinie 1999. Deronectes palaestinensis ingår i släktet Deronectes och familjen dykare. Inga underarter finns listade i Catalogue of Life.